# Градостроительный план Бельц
Градостроительные планы Бельц подразделяются на генеральные и зональный градостроительные планы Бельц.
Генеральные градостроительные планы Бельц существуют с 1845 года, когда Николаем I был утверждён первый градостроительный план Бельц.

## Первый генеральный градостроительный план Бельц 1845

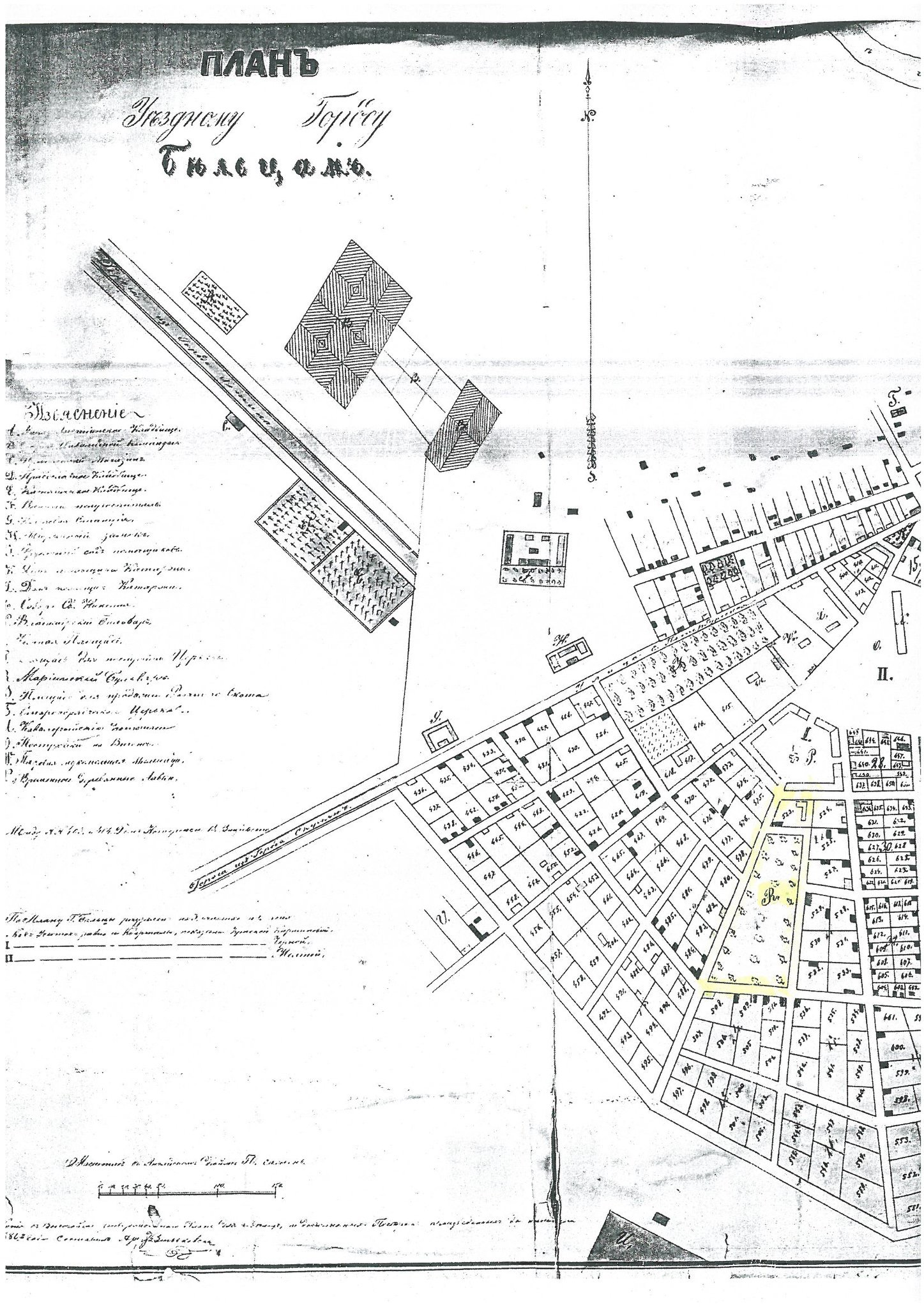
Первый генеральный план города утверждённый Николаем I9 февраля 1845 года

Первый генеральный градостроительный план Бельц был утверждён российским императором Николаем I 9 февраля 1845 года. К тому времени Бельцы 27 лет обладали статусом города, став и уездным центром.
Согласно Борису Грицунику, главы северного отделения Союза архитекторов, руководителя филиала института «Урбанпроект», бывшему архитектору мун. Бельцы, «Этот план определил схему развития Бельц на долгие годы вперёд, хотя в нём отражена только центральная часть города и в помине не было таких районов, как Пэмынтены или Дачия, а из зданий с тех пор сохранился лишь собор Св. Николая. Документ предусматривал радиально-кольцевую систему улиц, которая остаётся по сей день. Эта схема застройки отличает наш город от Кишинева, Тирасполя, Бендер, Кагула, для которых характерна прямоугольная система».

## Второй генеральный градостроительный план Бельц 1856

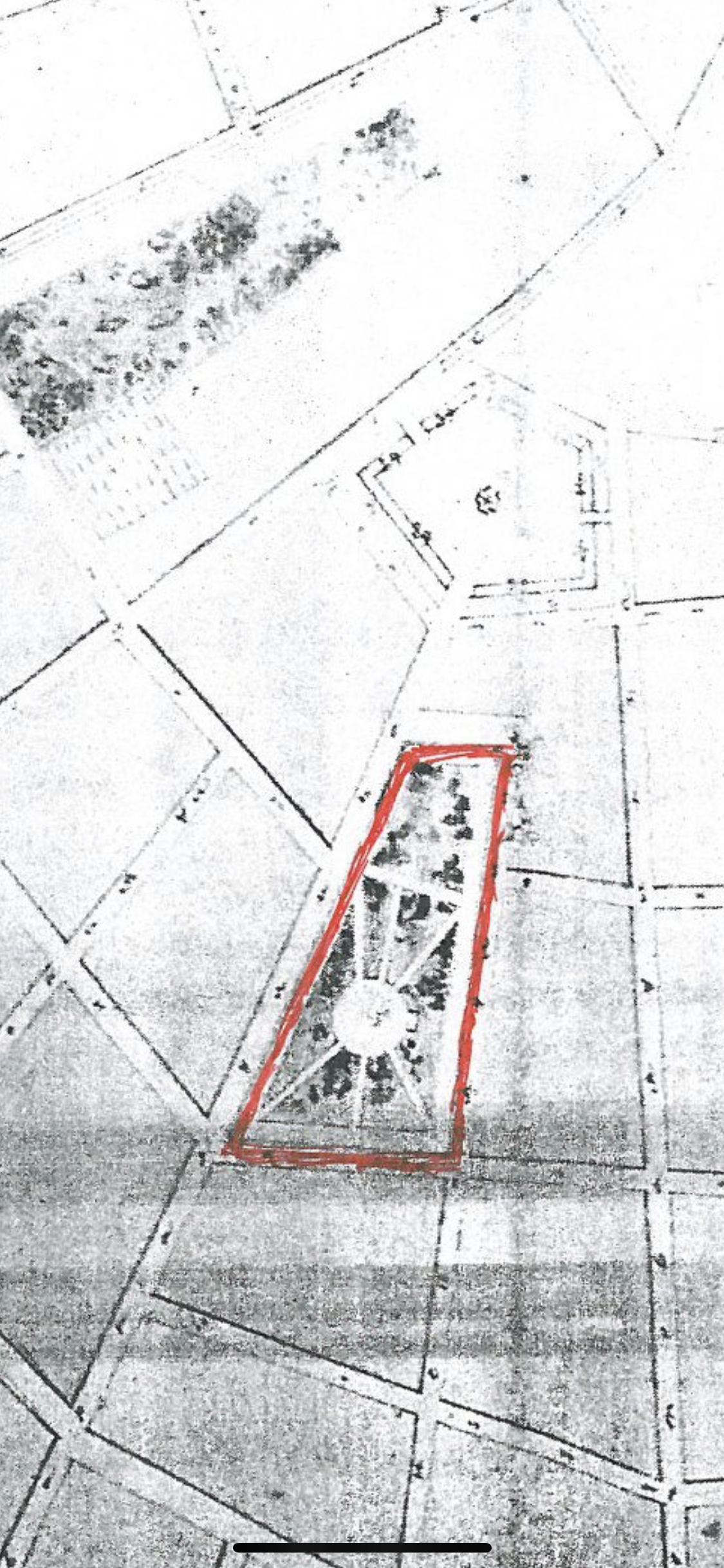
Второй генеральный план Бельц 1856 года

Второй генеральный план Бельц был разработан в 1856 году, когда город посетила императрица Мария Александровна.

## Генеральный градостроительный план БельцШойхетапосле Второй мировой войны в составе СССР
Во время Второй мировой войны, большая часть исторических зданий Бельц была подвержена бомбардировке советской и немецкой авиации. Неоднозначный для истории Бельц план Шойхета, вместо восстановления исторического облика Бельц, заключался в советизации Бельцкого градостроительства, изменении радиальной исторической карты центральных улиц, снос исторического фонда архитектуры Бельц, постройку самой большой пешеходной зоны в Молдове на месте снесённых зданий и улиц.

## Генеральный градостроительный план Бельц 2005
Примэрия Бельц начала подготовку к актуализации Генерального плана Бельц с проведения конкурса на подрядчика 15 мая 2018
До сих пор не были представлены общественности результаты выполнения Генплана Бельц 2005 года, как и причины и цели необходимости изменения Генплана Бельц, в то время как существующий генеральный план 2005 года неоднократно нарушался выдаваемыми Примэрией Бельц разрешениями на строительство.

## Создание Зонального градостроительного плана Центрального сектора Бельц
В июле 2016 года Примэрия Бельц опубликовала краткую записку о проекте создания Зонального градостроительного плана Центра Бельц. с уменьшенным периметром центрального сектора Бельц по сравнению с периметром центрального сектора Бельц в Генеральном градостроительном плане Бельц 2005.
Зональный план центрального сектора Бельц предлагается к обсуждению с сентября 2016 года.